# Valaciclovir
Valaciclovir o  valacyclovir (nella fase sperimentale conosciuto anche con la sigla BW256U87) è una molecola ad attività antivirale. La molecola è un profarmaco di aciclovir, si tratta infatti dell'estere dell'aciclovir con la L-valina, che dopo essere stato assorbito, viene convertito ad aciclovir per metabolizzazione enzimatica di primo passaggio nel fegato. Valaciclovir è utilizzato per trattare le infezioni causate da herpes virus (quali l'herpes genitale, herpes labiale, herpes zoster e varicella) negli adulti e nei bambini. Il farmaco rallenta la crescita e la diffusione del virus dell'herpes, in modo tale che il corpo successivamente ne possa combattere l'infezione. Fa parte di una famiglia di molecole brevettate per la prima volta  da un ricercatore italiano nel 1982 (Paolo Cornaglia Ferraris EP0077460 A2, pubblicato anche come CA1258149A1, DE3273785D1, EP0077460A3, EP0077460B1, US4567182).

## Farmacodinamica
Dopo l'assorbimento orale valaciclovir viene convertito in aciclovir. Quest'ultimo all'interno delle cellule infettate subisce una serie di fosforilazioni, mediate da alcune chinasi cellulari, fino a trasformarsi in aciclovir trifosfato. Aciclovir trifosfato è un analogo nucleosidico, che dopo essere stato incluso nel DNA virale inibisce competitivamente la DNA polimerasi. La catena del DNA perciò viene a interrompersi e contemporaneamente si blocca qualsiasi ulteriore replicazione virale. I risultati degli studi clinici con valaciclovir hanno dimostrato che il farmaco ha un effetto benefico significativo nella risoluzione del dolore associato all'infezione da herpes zoster. L'efficacia di valaciclovir è simile e sovrapponibile a quella di aciclovir nel trattamento dell'herpes simplex, ma i risultati vengono raggiunti impiegando dosi e una frequenza di somministrazione inferiore.

## Farmacocinetica
Dopo somministrazione per via orale valaciclovir cloridrato viene assorbito dal tratto gastrointestinale, rapidamente e completamente convertito in aciclovir e L-valina metabolizzato per opera delle cellule della parete intestinale o epatiche. La biodisponibilità assoluta di valaciclovir cloridrato è di gran lunga superiore (54,5% ± 9,1%) rispetto a quella dell'aciclovir e non viene alterata dalla somministrazione di cibo. 
Ciò permette di ottenere concentrazioni plasmatiche di farmaco più elevate e quindi una somministrazione meno frequente rispetto ad aciclovir.
Il legame della molecola con le proteine plasmatiche varia dal 13,5% al 17,9% (il legame di aciclovir alle proteine plasmatiche umane varia tra il 9% e il 33%).
Nell'organismo umano valaciclovir viene convertito in aciclovir e L-valina per effetto di primo passaggio intestinale e/o metabolismo epatico. Aciclovir viene successivamente convertito in minima parte a metaboliti inattivi grazie ad alcuni enzimi: aldeide ossidasi, alcol deidrogenasi e aldeide deidrogenasi. Né valaciclovir né aciclovir vengono metabolizzati dagli enzimi del citocromo P450.
Valaciclovir viene eliminato principalmente tramite l'emuntorio renale come aciclovir (in quantità superiore all'80% della dose somministrata) oppure come un metabolita di quest'ultimo: la 9-carbossimetossimetilguanina (CMMG). Meno dell'1% di una dose assunta può essere ritrovato nelle urine come farmaco immodificato.

## Tossicologia
Valaciclovir non presenta effetto mutageno, in vivo o in vitro. Studi sperimentali effettuati sul ratto e sul topo non hanno mostrato alcuna carcinogenicità.

## Usi clinici
La molecola viene utilizzata nel trattamento dell'herpes zoster nei soggetti di età superiore a 50 anni riducendo la durata e la gravità dell'infezione e perciò la percentuale di pazienti con dolore associato. Trova inoltre indicazione nel trattamento delle infezioni genitali iniziali e recidivanti causate da herpes simplex.
Può anche essere utilizzato per il trattamento dell'herpes labialis: l'efficacia della molecola assunta dopo lo sviluppo della "febbre del labbro" (papule, vescicole o ulcere) non è stata però chiaramente stabilita.
Valaciclovir è indicato per la profilassi dell'infezione e della patologia da citomegalovirus (CMV), in particolare a seguito di trapianto renale, eccetto che a seguito di trapianto polmonare.
Nelle encefalopatie, inoltre diminuisce del 50% la mortalità e ne riduce le conseguenze neurologiche.
In molti test si è dimostrato efficace a ridurre il virus HIV quando compresente con herpes simplex.

## Effetti collaterali e indesiderati
| Tipi di reazioni                              | Comuni (>1/100, <1/10)                  | Non comuni (>1/1.000, <1/100)        | Rare (>1/10.000, <1/1.000)                                              | Molto rare (<1/10.000)                                               | Frequenza non nota |
| --------------------------------------------- | --------------------------------------- | ------------------------------------ | ----------------------------------------------------------------------- | -------------------------------------------------------------------- | ------------------ |
| Sistema immunitario                           |                                         |                                      |                                                                         | - Reazioni anafilattiche                                             |                    |
| Sangue e sistema linfatico                    |                                         |                                      |                                                                         | - Trombocitopenia - Leucopenia                                       |                    |
| Disturbi del sistema nervoso                  | - Cefalea                               |                                      | - Capogiro - Sonnolenza - Alterazione dello stato di coscienza - Sopore | - Tremore - Atassia - Disartria - Convulsioni - Encefalopatia - Coma |                    |
| Disturbi psichiatrici                         |                                         |                                      | - Confusione mentale - Allucinazioni                                    | - Agitazione psicomotoria - Sintomi psicotici                        |                    |
| Disturbi gastrointestinali                    | - Nausea                                |                                      | - Costipazione - Dolore addominale - Vomito - Diarrea                   |                                                                      |                    |
| Disturbi epatobiliari                         | - Rialzo delle transaminasi (AST e ALT) |                                      |                                                                         | - Epatite                                                            |                    |
| Disturbi respiratori, toracici e mediastinici |                                         | - Dispnea                            |                                                                         |                                                                      |                    |
| Disturbi renali e delle vie urinarie          |                                         |                                      | - Alterazione della funzionalità renale                                 | - Insufficienza renale acuta                                         |                    |
| Disturbi della cute e tessuto sottocutaneo    |                                         | - Eruzione cutanea - Fotosensibilità | - Prurito                                                               | - Orticaria - Angioedema                                             |                    |

## Controindicazioni
Il farmaco è controindicato nei soggetti con ipersensibilità nota al principio attivo, ad aciclovir, oppure a uno qualsiasi degli eccipienti utilizzati nella formulazione farmaceutica.

## Gravidanza e allattamento
Anche se i dati disponibili sembrano indicare l'assenza di effetti indesiderati di valaciclovir e aciclovir sulla gravidanza o sulla salute del feto e del neonato, il farmaco non deve essere utilizzato in donne gravide se non in caso di assoluta necessità.
La Food and Drug Administration ha inserito valaciclovir in classe B per l'uso in gravidanza. In questa classe sono inseriti i farmaci i cui studi riproduttivi sugli animali non hanno mostrato un rischio per il feto e per i quali non esistono studi controllati sull'uomo e i farmaci i cui studi sugli animali hanno mostrato un effetto dannoso che non è stato confermato con studi controllati in donne nel I trimestre (e non c'è evidenza di danno nelle fasi avanzate della gravidanza).
Aciclovir, il metabolita principale del valaciclovir, è escreto nel latte materno. L'allattamento al seno dovrebbe essere interrotto a causa del rischio di trasmissione dell'infezione al neonato, e questo a maggior ragione se è necessario ricorrere a un trattamento sistemico sulla madre affetta da una grave infezione.

## Interazioni
- Cimetidina: la co-somministrazione con valaciclovir determina un innalzamento dell'AUC di quest'ultimo pari a circa il 20%. L'aggiustamento del dosaggio non viene comunque ritenuto necessario.[21]
- Probenecid: la terapia di associazione con valaciclovir comporta un incremento dell'AUC di quest'ultimo del 40% circa. Di norma non è necessario alcun adeguamento del dosaggio del farmaco.[21]